# Neferhotep III
Neferhotep III (fl. XVII secolo a.C.) è stato un sovrano dell'antico Egitto inserito nella XIII dinastia.

## Biografia
Questo sovrano è conosciuto, con la sua titolatura completa, grazie ad una stele danneggiata (JE 59635) rinvenuta nel tempio di Karnak. Nella stele in questione il sovrano è raffigurato come un re-guerriero che salva la città di Tebe. Da notare che la stele di Neferhotep III potrebbe essere il primo documento dove viene citata la corona azzurra simbolo del comando in guerra (per tradizione i sovrani egizi portavano le due corone rossa e bianca simboleggianti il Basso e l'Alto Egitto).
Il nome di questo sovrano dovrebbe essersi trovato nelle righe perse delle colonne 6 e 7 del Canone Reale.
L'egittologo Kim Ryholt, inquadra Neferhotep III nella XVI dinastia

## Liste Reali
| Tempio di Karnak |
| Sekhemra Samtaui |

## Titolatura
| G5 |

| G5 |

| M13 | N28 · Y1 · Z2 |

| M13 | N28 · Y1 · Z2 |

| M13 | N28 · Y1 · Z2 |

| M13 | N28 · Y1 · Z2 |

| M13 | N28 · Y1 · Z2 |

| M13 | N28 · Y1 · Z2 |

| M13 | N28 · Y1 · Z2 |

| M13 | N28 · Y1 · Z2 |

| G16 |

| G16 |

| O29 · D36 · Y1 | F9 · t · Z4 | A24 |

| O29 · D36 · Y1 | F9 · t · Z4 | A24 |

| G8 |

| G8 |

|  |

|  |

|  |

|  |

|  |

|  |

|  |

|  |

| M23 · X1 | L2 · X1 |

| M23 · X1 | L2 · X1 |

| N5 | S42 | s | S34 | N19 |

| N5 | S42 | s | S34 | N19 |

| N5 | S42 | s | S34 | N19 |

| N5 | S42 | s | S34 | N19 |

| N5 | S42 | s | S34 | N19 |

| N5 | S42 | s | S34 | N19 |

| N5 | S42 | s | S34 | N19 |

| N5 | S42 | s | S34 | N19 |

| G39 | N5 |

| G39 | N5 |

| nfr | R4 · t · p |

| nfr | R4 · t · p |

| nfr | R4 · t · p |

| nfr | R4 · t · p |

| nfr | R4 · t · p |

| nfr | R4 · t · p |

| nfr | R4 · t · p |

| nfr | R4 · t · p |

Allo stesso prenomen è anche associato il nomen
| M17 | D54 | T28 · r | nfr | t · Z2 |

| M17 | D54 | T28 · r | nfr | t · Z2 |

| M17 | D54 | T28 · r | nfr | t · Z2 |

| M17 | D54 | T28 · r | nfr | t · Z2 |

i ḥr nfr w t -Ihorneferut

## Cronologia
| Periodo                    | Dinastia      | periodo di regno                             |
| Secondo periodo intermedio | XIII dinastia | tra il 1660 a.C. ed il 1630 a.C. (± 50 anni) |

| Autore | Anni di regno                      |
| ------ | ---------------------------------- |
| Krauss | 1630 a.C.                          |
| Ryholt | 1629 a.C. - 1628 a.C. XIV dinastia |

| Dinastie contemporanee | Capitale |
| XIV                    | varie    |
| XV                     | Avaris   |
| XVI                    | varie    |